# 제11회 유엔 총회 긴급 특별회의
제11회 유엔 총회 긴급 특별회의(Eleventh emergency special session of the United Nations General Assembly)가 2022년 2월 28일 유엔 본부에서 열린 유엔 총회 긴급 특별회의로, 러시아의 우크라이나 침공을 다루고 있다. 이 기간 동안 몰디브 정치인 압둘라 샤히드(Abdulla Shahid)가 이 의장을 맡았다.

## 배경
이 회의는 침공을 개탄하고 우크라이나에서 러시아군의 완전한 철수를 요구하는 "우크라이나에 대한 침략"이라는 제목의 결의안 ES-11/1이 채택된 후 3월 2일 일시적으로 연기되었다.
3월 23일과 24일에 다시 소집되어 결의안 ES-11/2를 채택했다. 이 결의안은 ES-11/1의 권고 사항을 반복하고 인도주의적 인력, 언론인, 취약계층을 포함한 민간인의 완전한 보호를 촉구했다.
4월 7일 다시 소집되어 러시아의 유엔 인권 이사회 회원국 자격을 정지시키는 결의안 ES-11/3을 채택했다.
9월 13일, 제77차 유엔 총회 의장인 크사바 쾨뢰시(Csaba Körösi)가 총회 의장을 맡았다. 10월 10일부터 12일까지 유엔 총회 제11차 긴급 특별 회의가 다시 소집되어 결의안 ES-11/4를 채택했으며, 이는 러시아의 단계적 국민투표와 그에 따른 우크라이나 4개 지역 합병 시도가 국제법상 타당성이 없다고 선언했다.
2022년 11월 7일 "우크라이나에 대한 침략에 대한 구제 및 배상 증진"을 위해 세션 재개 요청이 이루어졌다. 결의안에는 ES-11/5와 ES-11/6이라는 두 가지 초안이 있었다. 마지막으로 결의안 ES-11/5가 2022년 11월 14일에 채택되었다.
유엔 총회 제11차 긴급 특별회의가 2023년 2월 22일에 재소집되었다. 청원인들은 결의안 ES-11/L.7 초안을 제출했다. 청원인들은 러시아 연방이 우크라이나에서 모든 군대를 철수하고 우크라이나가 국제적으로 인정된 국경을 유지할 것을 요청했다. 벨로루시의 두 가지 하위 개정안이 논의되었다. 이 결의안은 이란과 중국을 포함하여 찬성 141표, 반대 7표, 기권 32표로 결의안 ES-11/6으로 통과되었다. 러시아는 북한, 시리아, 벨로루시 등의 주장에 매료되었다.